# Copa Real Federación Andaluza de Fútbol 2021-22
La segunda edición de la Copa Real Federación Andaluza de Fútbol se celebró durante los meses de agosto y septiembre de 2021. El campeón y el subcampeón obtenían plaza para disputar la Copa RFEF. La primera eliminatoria la disputaron, cuartos de final, se jugó a doble partido y los emparejamientos obedecían al criterio de primer clasificado, sin contabilizar a los equipos ascendidos, contra el cuarto y al segundo contra el tercero. La ida se jugó en el campo del peor clasificado. Los equipos filiales no tenían permitida su participación.Segunda y tercera eliminatoria se disputaron en una sede neutral y a un solo partido.

## Equipos clasificados
| Sector Occidental                                         | Sector Oriental                                                                 |
| --------------------------------------------------------- | ------------------------------------------------------------------------------- |
| Xerez CD CD Ciudad de Lucena SC Puente Genil FC CD Utrera | UD Ciudad de Torredonjimeno CD Torreperogil El Palo FC Juventud Torremolinos CF |

## Cuartos de final
Ronda disputada a ida y vuelta.
| Equipo 1        | Agr. | Equipo 2                    | Ida | Vuelta |
| --------------- | ---- | --------------------------- | --- | ------ |
| CD Torreperogil | 1-2  | UD Ciudad de Torredonjimeno | 0-0 | 2-1    |

| Equipo 1                 | Agr. | Equipo 2   | Ida | Vuelta |
| ------------------------ | ---- | ---------- | --- | ------ |
| Juventud Torremolinos CF | 3-1  | El Palo FC | 1-0 | 2-1    |

| Equipo 1  | Agr. | Equipo 2            | Ida | Vuelta |
| --------- | ---- | ------------------- | --- | ------ |
| CD Utrera | 1-2  | CD Ciudad de Lucena | 0-1 | 1-1    |

| Equipo 1           | Agr. | Equipo 2 | Ida | Vuelta |
| ------------------ | ---- | -------- | --- | ------ |
| SC Puente Genil FC | 2-4  | Xerez CD | 0-3 | 2-1    |

## Semifinales
Tipo Final Four a un solo partido en el Marbella Football Center y en el Estadio Municipal de Marbella
| Equipo 1                 | Resultado | Equipo 2                    |
| ------------------------ | --------- | --------------------------- |
| Juventud Torremolinos CF | 3-1       | UD Ciudad de Torredonjimeno |
| CD Ciudad de Lucena      | 0-2       | Xerez CD                    |

## Final
A un solo partido celebrado en el Estadio Municipal de Marbella.
| Equipo 1    | Resultado | Equipo 2                    |
| ----------- | --------- | --------------------------- |
| Xerez C. D. | 2-3       | Juventud Torremolinos C. F. |

| Campeón Juventud de Torremolinos Club de Fútbol 1.° título |